# Sagar Forniés
Sagar Forniés Matías,
 más conocido como Sagar (Zaragoza, 1974) es un ilustrador, director artístico y escenógrafo español.

## Biografía
Nacido en Zaragoza y criado en Huesca, cursó los estudios de Bellas Artes en la Universidad de Barcelona, ciudad donde reside desde 1996. Tras su formación empezó a realizar labores de dirección artística en un estudio de animación, a diseñar escenografías con La Fura dels Baus y a publicar cómics.
En su labor como director de arte para numerosos clientes, destacan los diseños y fondos de la película de animación del Estudio Mariscal Chico y Rita (2010), la escenografía del ballet La consagración de la primavera de Ígor Stravinsky, estrenado en París en 2013, y El amor brujo de Manuel de Falla para el Auditorio de la Diputación de Alicante en 2018. Como dibujante de cómic, ha publicado las siguientes obras: Bajo la piel (Astiberri, 2004) y Cuentas pendientes (Astiberri, 2016), ambas con Sergi Álvarez; Dimas (Astiberri, 2009), con Andreu Martín; El mundo perdido (Astiberri, 2010), que ilustra la obra de Arthur Conan Doyle; La ola perfecta (EDT, 2012), con Ramón de España; y El síndrome de Stendhal (Glénat/Centro Pompidou, 2017). Ha participado en el cómic de no ficción Un regalo para Kushbu (Astiberri, 2017).
Junto con Jorge Carrión, es autor de Gótico (Norma, 2018) y Barcelona. Los vagabundos de la chatarra (Norma, 2015), un trabajo de investigación periodística considerado uno de los cómics españoles más innovadores de los últimos tiempos.
Fue el dibujante de la novela gráfica Intisar en el exilio (Astiberri, 2019) con guion de Pedro Riera, el cual también hizo el guion de El coche de Intisar (publicado en 2011) y con dibujos de Nacho Casanova.